# Isidre Bravo i Pijoan
Isidre Bravo i Pijoan (Barcelona, 29 de juny de 1940 - Ibidem, 12 de juliol de 2011) va ser un estudiós de l'escenografia teatral i, en concret, de la història de l'escenografia catalana, tot publicant l'any 1986 un complet i rigorós volum sobre aquesta.
També era diplomat en psicologia clínica, llicenciat en història de l'art i professor d'escenografia de l'Institut del teatre.

## Publicacions
- 1981. La Praxis de la educación especial: conceptos, instrumentos e instituciones: Apuntes críticos. En col·laboració d'Antoni Julià, Dolors Renau. Pròleg de V. Hernández Espinosa.
- 1983. Espais wagnerians : desembre 1983-gener 1984. Palau Güell, en col·laboració amb Guillem-Jordi Graells.
- 1985. Esbossos i teatrins : adquisicions escenogràfiques del Museu de les Arts de l'Espectacle, 1983-1984, en col·laboració amb Guillem-Jordi Graells.
- 1986. L'escenografia catalana. Publicada per l'Institut del teatre.
- 1989. L'escenògraf Josep Mestres Cabanes.
- 1992. Adrià Gual, mitja vida de Modernisme, en col·laboració amb Carles Batlle i Guillem-Jordi Graells.
- 1996. Els Masriera : Francesc Masriera (1842-1902), Josep Masriera (1841-1912], Lluís Masriera (1872-1958).
- 1998. Josep Mestres Cabanes : 1898-1990: pintor i escenògraf.
- 2004. L'amant del nois.
- 2005. El Sabor del paraíso : viajes y muchachos de África y Asia.
- 2007. La Mirada de Zeus: antología sobre la fascinación masculina por los muchachos en la literatura griega y latina.
- 2008. Gust de mostassa.